# Швальбо, Владимир Ильич
Владимир Ильич Швальбо (род. 3 июня 1944 года, Вольск, Саратовская область, РСФСР) — советский и белорусский тренер, основатель витебской школы прыжков на батуте, мастер спорта СССР (1967), заслуженный тренер БССР (1975), заслуженный тренер СССР (1991), почётный гражданин города Витебска (1996).

## Биография
Владимир Швальбо родился 3 июня 1944 года в городе Вольске, Саратовская область, в семье, эвакуированной из Витебска во время Великой Отечественной войны. Его отец погиб в Чехословакии в мае 1945 года, а после войны семья вернулась в Витебск. Там они узнали, что родственники погибли в Витебском гетто. Мать Швальбо работала на швейной фабрике, а семья жила в коммунальной квартире.
Владимир с юных лет занимался акробатикой в Витебске под руководством Игоря Крапина. В 1959 году он стал чемпионом СССР среди юношей. В 1962 году поступил в Минский институт физкультуры, где увлекся прыжками на батуте — новым тогда видом спорта, который только начал формироваться. В 1967 году Владимир Швальбо получил звание мастера спорта СССР.
В 1976 году, когда у Швальбо уже были победители и призеры всесоюзных соревнований, была создана СДЮШОР № 2 в Витебске — первая специализированная школа батута в СССР. Под его руководством были подготовлены 26 мастеров спорта СССР, включая Лилию Иванову — первую чемпионку мира по прыжкам на батуте в 1986 году. Среди его воспитанников также были Дмитрий Поляруш, Валерий Вагель, Галина Лебедева и Николай Козак — неоднократные чемпионы мира, Европы и СССР. Швальбо также занимал пост старшего тренера национальных команд СССР и Беларуси, судьи всесоюзной и международной категорий, председателя Всесоюзной коллегии судей и президента Федерации прыжков на батуте Беларуси.
В 1996 году Владимир Швальбо с семьей переехал в США по контракту с Cirque du Soleil, работая тренером для программы Quidam. Однако вскоре он оставил цирковую деятельность и открыл продуктовый магазин в Киссимми, штат Флорида.